# Ludwig Heinrich Meyer
Ludwig Heinrich Meyer (* 17. März 1798 in Hannover; † 6. November 1855) war ein deutscher evangelischer Pastor. Literarisch trat er durch seinen Gedichtband Weser-Lieder (1844) hervor.

## Leben

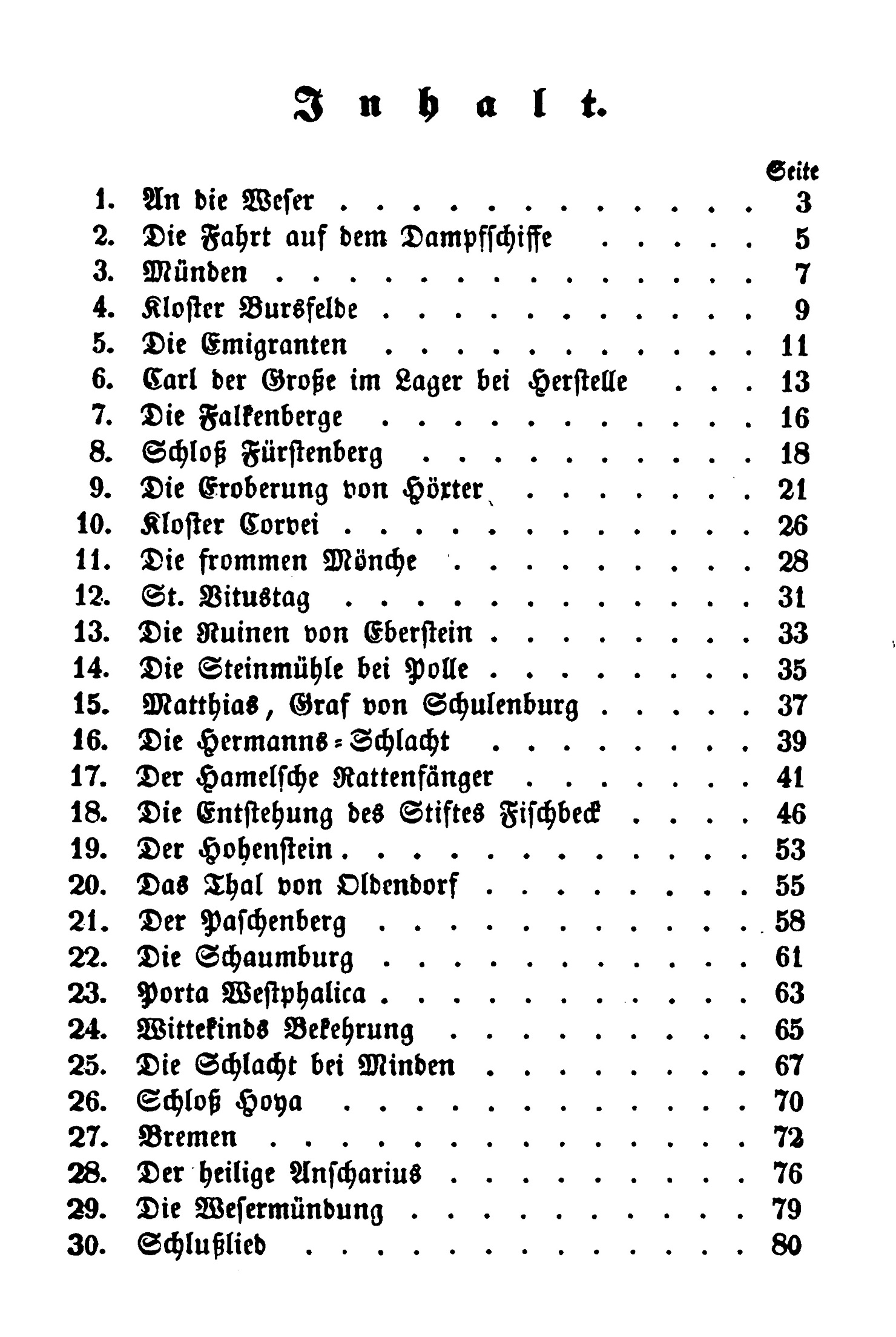
Ludwig Heinrich Meyer: Weser-Lieder, Inhaltsverzeichnis

Ludwig Heinrich Meyer war der Sohn des Königlich Hannoverschen Hof-Tapezierers Die. Ludwig Meyer.
Von dem jugendlichen Meyer ist eine Gouache mit einer Ansicht aus Hannover mit dem Titel Garten am Mühlenplatz aus dem Jahr 1820 bekannt. Sie zeigt den Blick aus einem sparsam möblierten Zimmer hinaus in einen Garten zwischen verwinkelten Fachwerkhäusern zwischen dem Brückmühenkolk und der Ernst-August-Straße.
Von 1821 bis 1831 stand Meyer als Pastor der Gemeinde in Stemmen vor, 1831 bis 1855 derjenigen von Barsinghausen.
Aus der Barsinghauser Zeit stammen die 1844 im Verlag der Hahnschen Hofbuchhandlung gedruckten Weser-Lieder. In ihnen macht Meyer historische Stätten entlang des Weserufers zum Thema und erzählt in romantischem Geist ihre Geschichte.

## Schriften
- Weser-Lieder. Hahn’sche Hofbuchhandlung, Hannover 1844 (Digitalisat).